# Acanthodelta faber
Acanthodelta faber là một loài bướm đêm trong họ Noctuidae.